# Académie Matisse
L'Académie Matisse est une école d'art fondée par le peintre Henri Matisse et active entre 1908 et 1911. 

## Historique

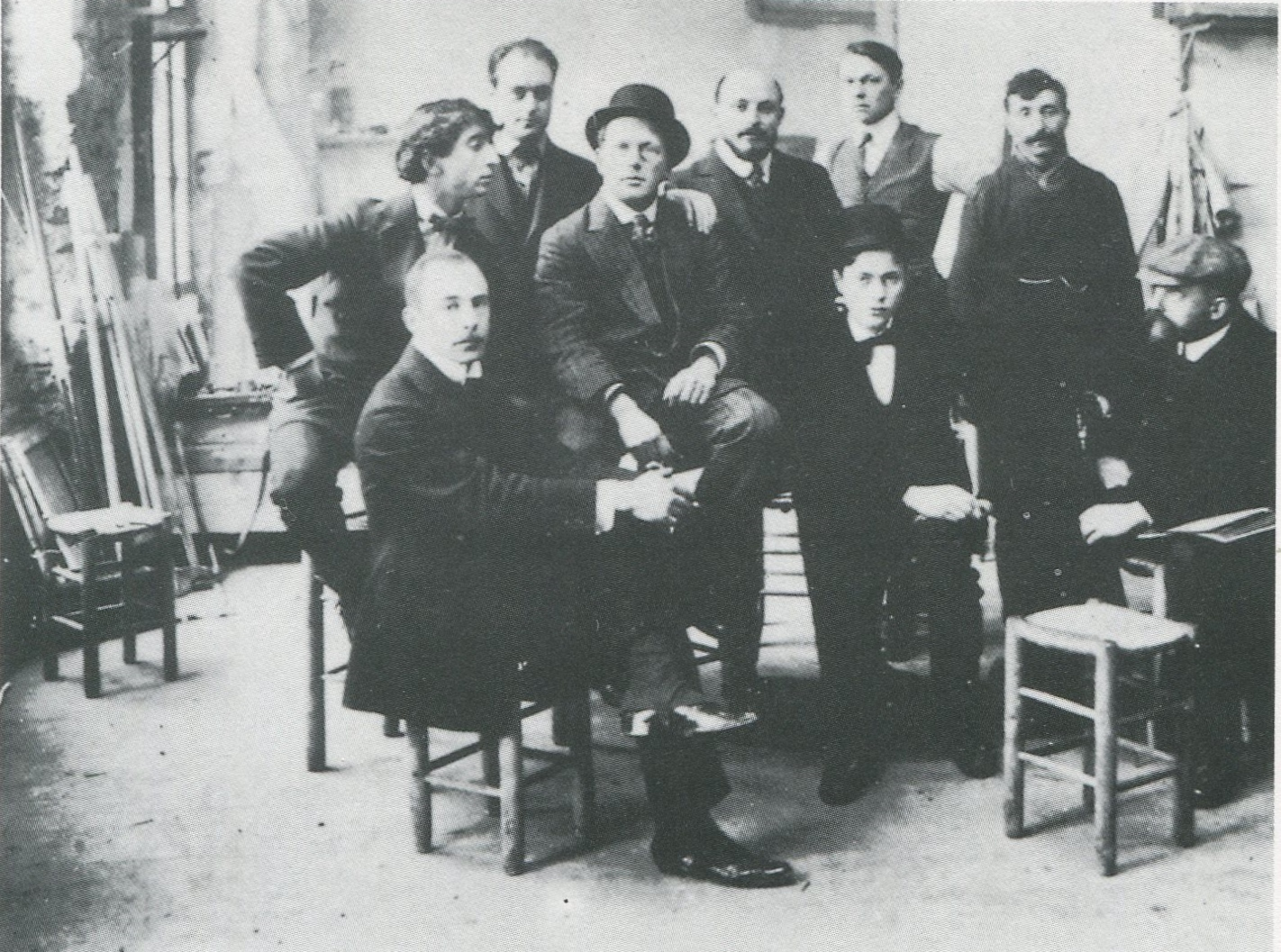
l'académie Matisse

Fondée par le peintre Henri Matisse, l'école est installée rue de Sèvres puis boulevard des Invalides, dans l'atelier du peintre. Il y accueille plus d'une centaines d'élèves, dont beaucoup d'artistes allemandes qui ne peuvent pas étudier dans les écoles d'art outre Rhin. Patrick Henry Bruce, Joseph Brummer, Béla Czóbel, Isaac Grünewald, Sigrid Hjertén, Marg Moll, Oskar Moll, Vilmos Perlrott-Csaba, Hans Purrmann, Sarah Stein, Léopold Survage et Max Weber ont tous été élèves de cette académie.
Au printemps 1910, le peintre norvégien Per Krohg rencontre Lucy Krohg alors qu'elle pose à l'académie Matisse.